# Vägen till Klockrike
Vägen till Klockrike är en roman skriven av författaren Harry Martinson och utgiven 1948.

## Handling
Romanen skildrar den före detta cigarrmakaren Bolles liv, när han tvingas ut på luffen på de nordiska landsvägarna under slutet av 1800-talet och början av 1900-talet. Boken tar upp de komplikationer en luffare kan tänkas möta under denna tid, och de detaljerade naturbeskrivningarna gör berättelsen oerhört verklig. Bolle tvingas ständigt kämpa mot fördomar, rädslan för att bli missuppfattad och det förakt som fanns mot lösdrivare. Större delen av romanen är tämligen realistiskt skriven, men ett avsnitt mot slutet är något mera surrealistiskt.
Romanen filmatiserades 1953 i regi av Gunnar Skoglund. Där spelades rollen som Bolle av Anders Ek.
Den finlandssvenska teatern Klockriketeatern har tagit sitt namn från denna roman.